# Domaine d'Abbadia et corniche basque
Domaine d'Abbadia et corniche basque este o arie protejată (sit de importanță comunitară — SCI) din Franța întinsă pe o suprafață de 641 ha, din care 90 % marine.

## Localizare
Centrul sitului Domaine d'Abbadia et corniche basque este situat la coordonatele 43°23′18″N 1°43′13″W / 43.38829°N 1.72019°V.

## Înființare
Situl Domaine d'Abbadia et corniche basque a fost declarat arie specială de conservare în baza directivei 92/43 din 1992 referitoare la conservarea habitatelor naturale și a faunei și florei sălbatice pentru a proteja 8 specii de animale.

## Biodiversitate
Situată în ecoregiunea atlantică, aria protejată conține 17 habitate naturale: Terase mlăștinoase și terase nisipoase neacoperite de apă la reflux, Pajiști uscate europene, Golfuri mici largi și golfuri puțin adânci, Fânețe de joasă altitudine (Alopecurus pratensis, Sanguisorba officinalis), Ape puternic oligomezotrofe cu vegetație bentonică cu Chara spp., Pajiști uscate seminaturale și facies de acoperire cu tufișuri pe substraturi calcaroase (Festuco-Brometalia) (* situri importante pentru orhidee), Formațiuni ierboase bogate în specii de Nardus, dezvoltate pe substraturi silicioase în zone montane (și în zone submontane, în Europa continentală), Pajiști cu Molinia pe soluri calcaroase, turboase sau argilos-nămoloase (Molinion caeruleae), Pajiști umede mediteraneene cu ierburi înalte de Molinio-Holoschoenion, Păduri aluvionare cu Alnus glutinosa și Fraxinus excelsior (Alno-Padion, Alnion incanae, Salicion albae), Bancuri de nisip acoperite în permanență slab de apă marină, Peșteri marine scufundate complet sau parțial, Vegetație anuală la limita mareei, Pajiști uscate atlantice de coastă cu Erica vagans, Recifuri, Faleze cu vegetație de pe coastele atlantice și baltice, Liziere de ierburi înalte hidrofile de câmpie și de nivel montan până la alpin.
La baza desemnării sitului se află mai multe specii protejate:
- mamifere (6): liliac cârn (Barbastella barbastellus), liliac cu aripi lungi (Miniopterus schreibersii), liliac cărămiziu (Myotis emarginatus), liliac comun (Myotis myotis), liliacul mare cu potcoavă (Rhinolophus ferrumequinum), liliacul mic cu potcoavă (Rhinolophus hipposideros)
- nevertebrate (2): Elona quimperiana, rădașcă (Lucanus cervus)

Pe lângă speciile protejate, pe teritoriul sitului au mai fost identificate 12 specii de plante, 1 specie de amfibieni, 6 specii de mamifere, 4 specii de reptile.